# ویلیام دروگمولر
ویلیام دروگمولر (انگلیسی: William Droegemueller; ۷ اکتبر ۱۹۰۶ – ۲۳ فوریهٔ ۱۹۸۷) ورزشکار دو و میدانی اهل ایالات متحده آمریکا بود.